# Paul Scheuring
Paul Scheuring (Aurora, Illinois, 1968) is een Amerikaanse scriptschrijver en regisseur van films en televisieseries. Hij werkte onder andere mee aan de film A Man Apart, maar zijn bekendste creatie is het televisiedrama Prison Break, waaraan hij meewerkte als schrijver, bedenker en executive producer.
Hij was enige jaren scholier aan de UCLA School of Theater, Film and Television, en werkte daarna als koerier, kabelinstallateur en arbeider. Nadat hij werkte aan de films 36K en A Man Apart in 2003, verzon hij de televisieserie Prison Break aan de hand van een verhaal van een collega. Nadat Fox het script had afgewezen, ging Scheuring zonder succes verder langs andere televisienetwerken. Fox kwam op zijn afwijzing terug, en produceerde de televisieserie alsnog. 20 maanden nadat Scheuring de laatste hand had gelegd aan seizoen 1 van Prison Break, werd de serie uitgezonden op de Amerikaanse televisie. De serie werd genomineerd voor de Best Drama Television Series bij de Golden Globe Awards 2006 en won de People's Choice Award for Favorite New TV Drama 2006. Na het succes verschenen een tweede, derde en vierde seizoen.
Scheuring werkt ook als co-schrijver bij films als Skeleton Coast en Mexicali (2008).

## Filmografie
| Jaar       | Titel          | Als                                       |
| ---------- | -------------- | ----------------------------------------- |
| 2010       | The Experiment | Regisseur                                 |
| 2008       | Mexicali       | Schrijver                                 |
| 2006       | Skeleton Coast | Schrijver                                 |
| 2005-heden | Prison Break   | Bedenker, schrijver en executive producer |
| 2003       | A Man Apart    | Schrijver                                 |
| 2000       | 36K            | Regisseur, schrijver en bewerker          |

- Bibsys: 11069624
- Biblioteca Nacional de España: XX1414900
- Bibliothèque nationale de France: cb15521251t (data)
- Gemeinsame Normdatei: 137961278
- International Standard Name Identifier: 0000 0000 3753 6758
- Library of Congress Control Number: nb2008001694
- Bibliotheek van het Japanse parlement: 01067456
- Nationale Bibliotheek van Tsjechië: xx0243889
- Nationale Bibliotheek van Polen: a0000002388452
- Nederlandse Thesaurus van Auteursnamen: 298227185
- Système universitaire de documentation: 175464014
- Virtual International Authority File: 15080145
- WorldCat: E39PBJdrMB7wjfMhWd7x9cQyVC